# Immanuel Gottlob Brastberger

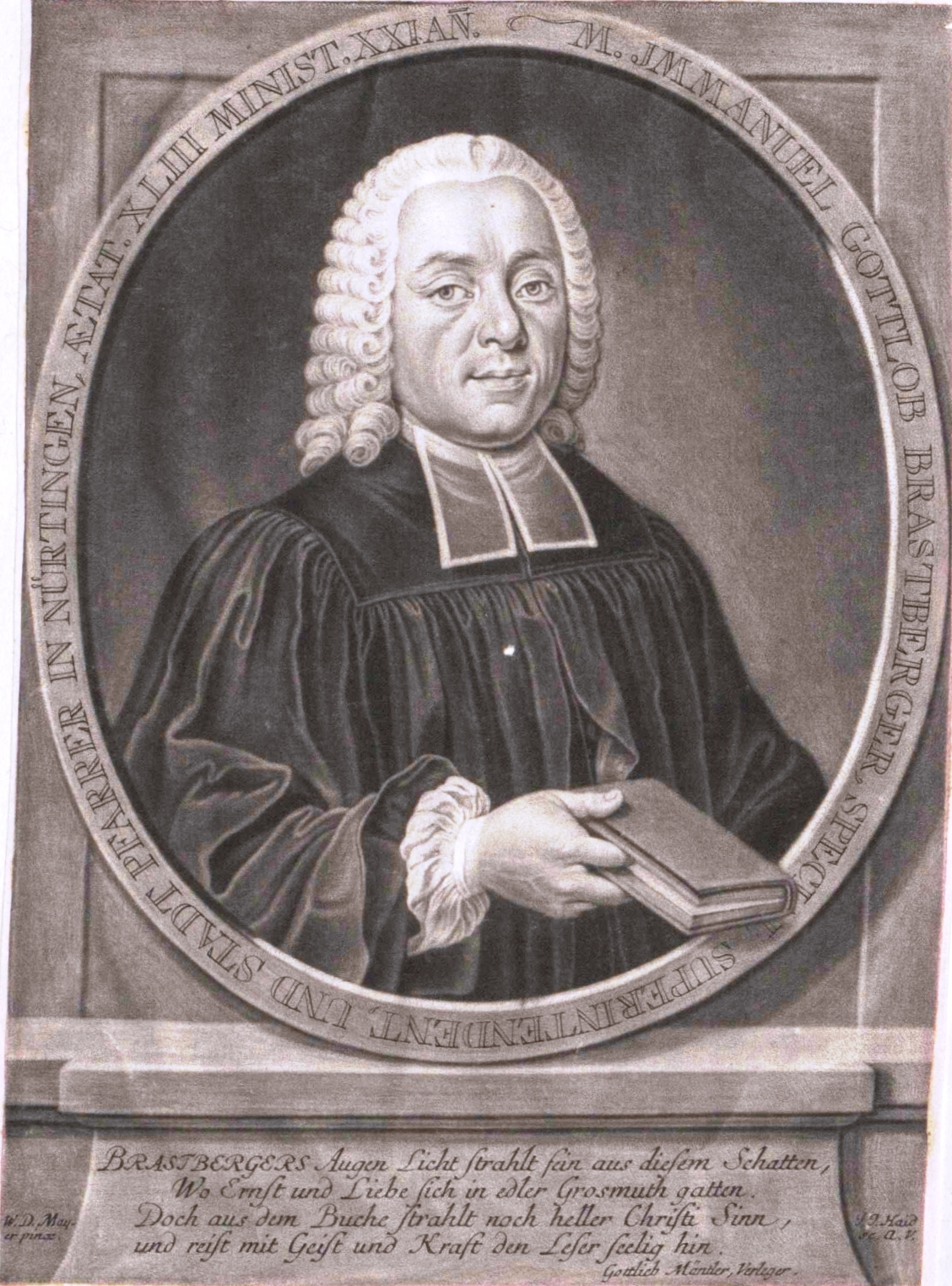
Immanuel Gottlob Brastberger, Stich von Johann Jacob Haid

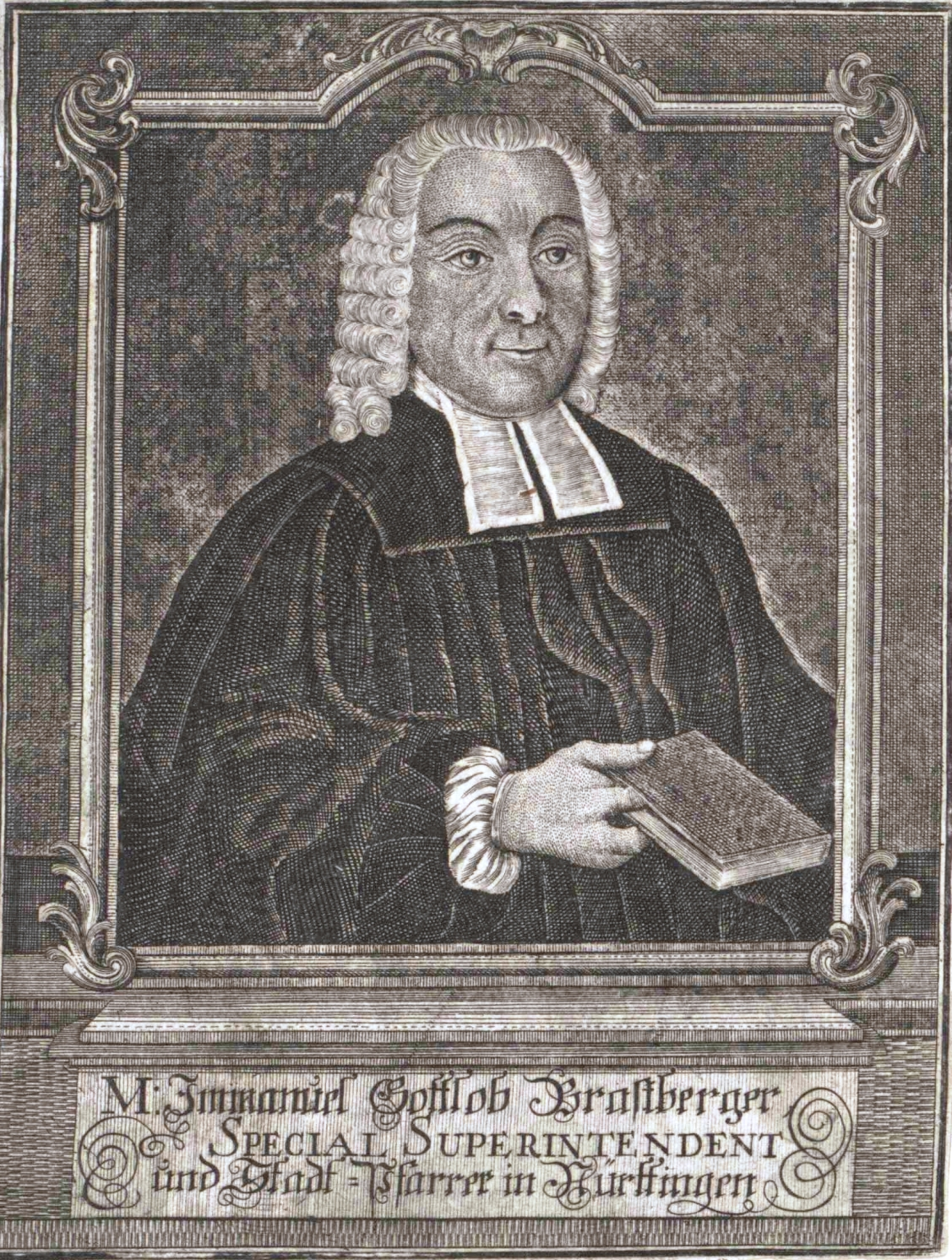
Immanuel Gottlob Brastberger

Immanuel Gottlob Brastberger (* 10. April 1716 in Sulz am Neckar; † 13. Juli 1764 in Nürtingen) war ein deutscher Geistlicher.

## Leben
Immanuel Gottlob Brastberger wurde in Sulz am Neckar am 10. April 1716 als Sohn eines Dekans geboren. Nachdem er an der Universität Tübingen studiert hatte, wurde er 1737 in Stuttgart ebenfalls Dekan, im Folgejahr wurde er dann Prediger des Garnisons in Ludwigsburg. Eine Pfarrstelle in Oberesslingen schließlich übernahm er 1745, ein weiteres Amt als Dekan wurde ihm 1756 zu Nürtingen übertragen. Dort verstarb Brastberger auch am 13. Juli 1764 im Alter von 48 Jahren. Er zählt zu den Begründern des Württemberger Pietismus.

## Werke
- Evangelische Zeugnisse der Wahrheit zur Aufmunterung im wahren Christentum (1758)
- Ordnung des Heils (1760)
- Betrachtungen über die Heilsgüter des Neuen Testaments (1765)